# Montigny-mitrailleuse
De Montigny-mitrailleuse was een vroeg type hendelbediend machinegeweer ontwikkeld door de Belgische wapenfabriek van Joseph Montigny tussen 1859 en 1870. Het was een verbeterde versie van het machinegeweer uitgevonden door Toussaint Fafchamps in 1851, dat bestond uit een bundel van 50 vast gemonteerde lopen (volleygeweer).
De Montigny-mitrailleuse was ontworpen om smalle posities te verdedigen zoals doorgangen tussen forten. Het Belgisch leger kocht initieel enkele Fafschamps volley guns. Later schakelden ze over op de Montigny-machinegeweren.
Joseph Montigny promootte en verkocht zijn model ook voor een offensief veldgebruik op een artillerie-affuit.

## Specificaties

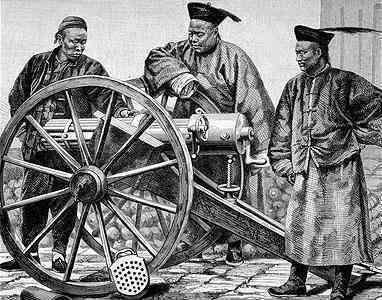
Chinese Qing-dynastie-officieren met het Montigny-machinegeweer. Aan de voet van het wiel een magazijnplaat om 37 patronen in de achterzijde in te laden

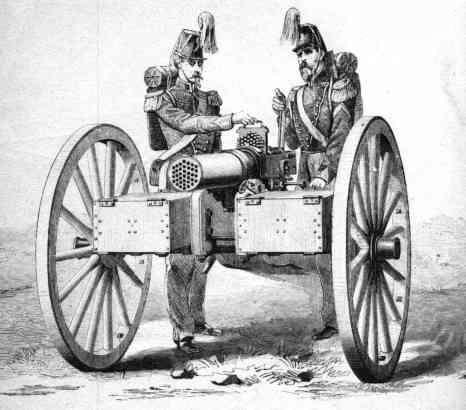
In de handen van Franse soldaten

Het wapen bestaat uit 37 lopen van 11 mm in een cilindrische beschermdoos. Laden gebeurde met een plaat die 37 patronen bevatte en die aan de achterzijde in een stuk geladen en vergrendeld werd met een scharnierende hendel.
De munitie bestond uit een koperen kogel (projectiel) met een huls uit koperfolie die met slagpennen werden afgevuurd.
Door de draaibeweging van de hendel werden alle schoten simultaan gevuurd. Later verbeterde men het model door nokken toe te voegen die na elkaar vuren mogelijk maakte. Afhankelijk van de schutter konden rond de 150 tot 250 kogels per minuut verschoten worden. Het wapen woog ongeveer 900 kilogram.
Het machinegeweer werd vooral gebouwd om enkele Belgische forten te verdedigen.

## Ontwikkeling van het Reffye-machinegeweer

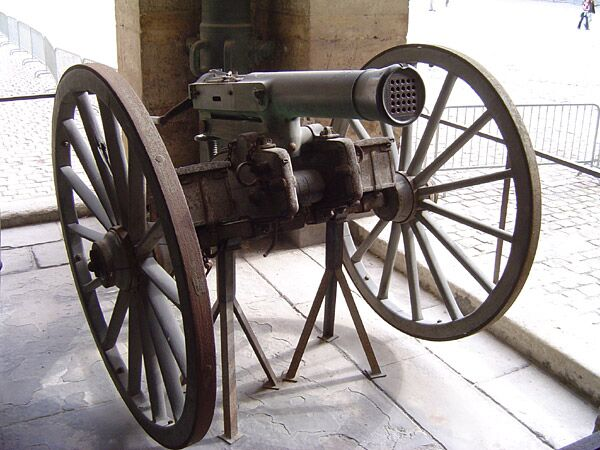
De 25 lopige Reffye-machinegeweer ("Canon à balles modèle 1866") was een kopie van het 37 lopige Montigny-machinegeweer.

Napoleon III toonde persoonlijke interesse in het machinegeweer. Montigny had het Franse leger benaderd voor een mogelijke verkoop. Testen om het wapen te evalueren begonnen in 1863 in een Franse kazerne bij Parijs. Maar ze maakten een eigen gelijkende versie.
De fabricage begon in Meudon in 1866 onder de supervisie van Verchères de Reffye. Daardoor is het wapen bekend onder de naam "Reffye machinegeweer". In totaal werden er 215 machinegeweren gebouwd voor het Franse leger voor de Frans-Duitse Oorlog van 1870-71. Deze hadden 25 lopen en een kaliber van 13mm
waarin hagelpatronen werden toegepast in plaats van de in het Montigny-machinegeweer gebruikte kogelpatronen.
Het wapen werd veel gebruikt als artillerie waarbij 6 stuks bemand werden op één punt om van daaruit vijandige doelen proberen te raken. Meestal werden ze ondoelmatig ingezet voor te verre doelen. Toen het wapen echter bij de Slag bij Gravelotte in 1871 werd ingezet op korte afstand richtte dit een ware ravage aan.

## Gebruik in Nederland
Machinegeweren (die juister mitrailleuses genoemd zouden moeten worden) van dit type zijn vanaf 1883 ook in Nederland gebruikt, waar ze Christophe-Montigny of M.83 werden genoemd. Ze zijn vooral statisch gebruikt in de forten bij Pannerden en Hoek van Holland, waarbij het hoge gewicht geen probleem vormde. In het Fort aan den Hoek van Holland stonden vijf Christophe-Montigny mitrailleurs M.83 opgesteld voor de nabijverdediging. Ze werden voornamelijk ingezet om vijandelijke soldaten te beletten de droge gracht om het fort over te komen. Het model M.83 had eveneens 37 vaststaande lopen gebundeld in een bronzen buis. De patronen waren bevestigd in een patroonplaat die achter de lopen werd geplaatst. Na het sluiten van het sluitstuk werden de slagpinnen gespannen. Door middel van een hendel werd het afvuurmechanisme bediend waardoor de patronen regel voor regel afgevuurd werden. Bij oefeningen met scherpe munitie werden de M.83 niet in de gracht gebruikt om beschadiging van de gemetselde muren te voorkomen.